# Paul Breyne

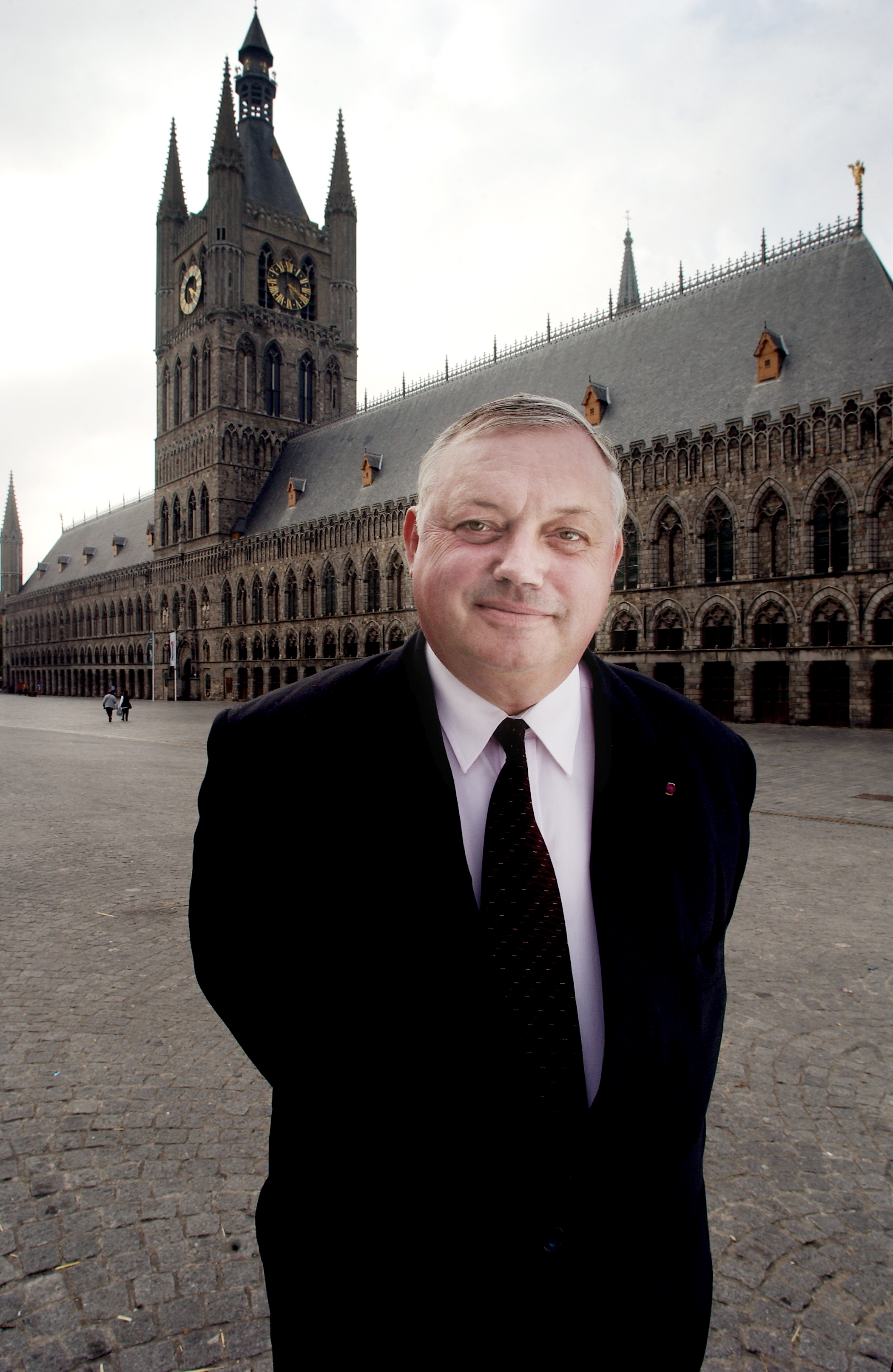
Paul Breyne (2012)

Paul Breyne (Ieper,  Bélgica, 10 de Janeiro de 1947) é um político flamengo, ex-ministro e actual governador da província de Flandres Ocidental.